# J.C. Christensenland
Het J.C. Christensenland is een schiereiland in Nationaal park Noordoost-Groenland in het oosten van Groenland.
Het schiereiland is vernoemd naar de Deense premier van destijds Jens Christian Christensen.

## Geografie
Het gebied wordt in het noorden begrensd door het Independencefjord, in het zuidoosten door het Hagenfjord en in het zuiden door de Hagengletsjer.
Aan de overzijde van het water ligt in het noorden het Pearyland en in het zuidoosten het Mylius-Erichsenland.
In het uiterste westen van het J.C. Christensenland ligt de Academygletsjer.